# دبیرخانه کمیته مرکزی حزب کمونیست اتحاد شوروی

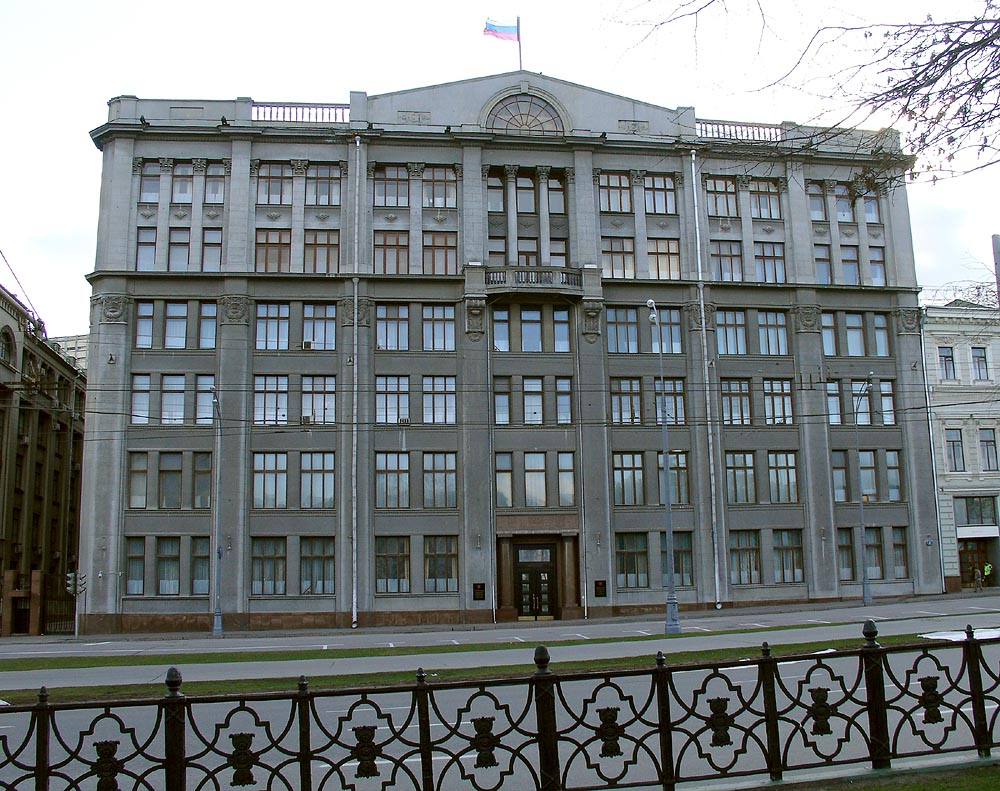
دبیرخانه کمیته مرکزی حزب کمونیست از دهه 20 میلادی تا زمان فروپاشی شوروی (1991)

دبیرخانه کمیته مرکزی حزب کمونیست اتحاد شوروی بالاترین نهاد این حزب بود.
بر طبق قوانین حزب کمیته مرکزی تمام فعالیت‌های حزب و دولت را بین دو کنگره در دست داشت و دفتر سیاسی را انتخاب می‌کرد که به کمیته گزارش دهند. اعضای کمیته مرکزی در هر کنگرهٔ حزب (معمولاً هر پنج سال یک‌بار) انتخاب می‌شدند.
در اکثریت تاریخ شوروی قدرت کمیته مرکزی به دلیل محدودیت جلسات و اعضای زیادش محدود بود و قدرت واقعی در دست دفترسیاسی بود.
در ۱۹۱۷ تا ۱۹۳۴ کمیته مرکزی به عنوان یک پارلمان عمل می‌کرد. اما پس از این‌که این «پارلمان» به مخالفت با استالین پرداخت بین کنگرهٔ هفدهم و هجدهم آن (از سال ۳۴ تا ۳۹) توسط استالین تصفیه شد و نتیجتاً تا مرگ استالین نقش مهمی نداشت. پس از مرگ استالین دورهٔ کوتاهی از رهبری جمعی در حزب وجود داشت و کمیته مرکزی نیز نقش‌هایی داشت. در زمان نیکیتا خروشچف این کمیته نقش مهم و بحرانی به عهده گرفت. در ۱۹۵۷ این کمیته با مخالفت با تصمیم هیئت رئیسه (دفتر سیاسی) در مورد حذف خروشچف از رهبری حزب نقش مهمی بازی کرد. خروشچف با یاری مارشال ژوکوف کمیته مرکزی را علیه چیزی که خود «گروه ضد حزب» می‌خواند جمع کرد. هفت سال بعد در ۱۴ اکتبر ۱۹۶۴ همین کمیته مرکزی بود که در جلسه‌ای خروشچف را برکنار کرد. کمیته مرکزی در ضمن در مارس ۱۹۸۵ تصمیم بسیار مهمی گرفت و شخصیت اصلاح‌طلب، میخائیل گورباچف، را به عنوان دبیر کلی حزب انتخاب کرد. گورباچف تنها یک رای بیشتر از ویکتور گریشین تندرو داشت.
پس از کودتای ناموفق اوت ۱۹۹۱ کمیته مرکزی (به همراه خود حزب کمونیست) منحل شد.